# IC 436
IC 436 bezeichnet im Index-Katalog drei scheinbar dicht beieinander liegende Sterne im Sternbild Auriga am Nordsternhimmel. Der Katalogeintrag geht auf eine Beobachtung des österreichischen Astronomen Rudolf Spitaler am 6. März 1891 zurück.